# 겟 썸 2
《겟 썸 2》(영어: Never Back Down 2: The Beatdown)는 미국에서 제작된 2011년 무예 DVD 영화이다. 《겟 썸》(2008)의 속편이다. 마이클 자이 화이트의 감독 데뷔작이며, 에번 피터스, 딘 가이어, 앨릭스 머라즈 등이 출연하였다.

## 출연
- 딘 가이어
- 앨릭스 머라즈
- 마이클 자이 화이트
- 질리언 머리
- 스콧 엡스틴
- 에번 피터스
- 토드 더피
- 로라 카유엣
- 리오투 마시다
- 에디 브라보